# Aphthona maghrebina
Aphthona maghrebina là một loài bọ cánh cứng trong họ Chrysomelidae. Loài này được Bergeal & Doguet miêu tả khoa học năm 1989.